# Кайрылманы
Кайрылма́ны (кирг. кайрылман, букв. «возвратившийся») — этнические кыргызы, переселившиеся или желающие переселиться на территорию Кыргызстана. Данный термин ввёден Алмазбеком Атамбаевым и аналогичен понятию оралманы, которое появилось в соседнем Казахстане после обретения независимости в начале 1990-х. Из-за крайне непростой этнодемографической, а также экономической обстановки в Кыргызстана, возвращение этнических кыргызов на её территорию в настоящее время осложнено, несмотря на предложения по оказанию правительственной помощи, которые стали выдвигаться более активно в 2010—2011 годах. Несмотря на трудности, на протяжении 1990-х годов, то есть на начальном этапе суверенитета, в республику прибыло около 20 тыс. этнических киргизов. Большую часть из них составили кыргызы из Таджикистана, с которым Кыргызстан имеет небольшое положительное миграционное сальдо. Кыргызы также прибывают и из Узбекистана. С начала 2000-х годов этнические кыргызы республики начали мигрировать в Россию и некоторые другие страны, хотя до этого крайне неохотно участвовали во внешних миграциях, предпочитая переселяться лишь в пределах своей республики. Ввиду относительно малой численности кайрылманов на них не возлагается функция замещения потока выбывших из республики (как киргизов, так и других национальностей).

## Характеристика
За пределами Кыргызстана проживает около полумиллиона этнических киргизов. В некоторых регионах их компактного проживания (Узбекистан, Афганистан, КНР, Таджикистан) уровень жизни населения (в особенности киргизского) гораздо ниже, чем в самой Киргизии. Именно этот фактор рассматривается как основная мотивация к переезду. Вместе с тем, административные и экономические барьеры, а также ограниченность земельных ресурсов в самой Киргизии, затрудняют переезд и интеграцию. Основная доля кайрылманов из Таджикистана предпочитает селиться в более благополучной Чуйской области, а не в граничащей с Таджикистаном Ошской области. Есть предложения по переселению афганских киргизов в Чон-Алайский район Ошской области, но дело пока ограничивается гуманитарными конвоями.

## Правовой статус
Закон «О государственных гарантиях этническим кыргызам, возвращающимся на историческую родину» был принят в октябре 2007 г. Этот документ узаконивал понятие кайрылман — этот статус предоставлялся всем «переселенцам — этническим кыргызам и лицам без гражданства кыргызской национальности». Согласно закону, кайрылманы могли рассчитывать на временное размещение, бесплатное медицинское обслуживание и гражданство.

## Численность
В начале 2010-х годов численность кайрылманов была незначительной: в 2010—2013 годы в Киргизии статус кайрылмана получили 6,8 тыс. этнических киргизов, в основном из Таджикистана и Китая, а также из Узбекистана и Афганистана.

## Происхождение
Происхождение киргизов, проживающих в разных странах, несколько отличается. Однако в целом киргизы традиционно считаются потомками енисейских кыргызов, переселившихся на Тянь-Шань в конце I тысячелетия. Согласно Г. И. Сафарову, исследователи происхождения киргизов считают их результатом смешения тюркских и монгольских племён с примесью также финно-угорской и индоиранской крови. По мнению Н. Я. Бичурина, древние кыргызы имели монгольское или смешанное тюрко-монгольское происхождение.
Так кыргызы Афганистана и Таджикистана являются представителями памирских кыргызов. На этнический облик тарбагатайских кыргызов Китая существенное влияние оказало вхождение в их в состав ойратских и других монгольских родов.